# 1416 w literaturze
Wydarzenia literackie w 1416 roku.

## Wydarzenia
- bracia Limbourg dokonują iluminacji rękopisu Bardzo bogate godzinki księcia de Berry (rok przybliżony)[1]

## Urodzili się
- Benedetto Cotrugli, pisarz chorwacko-włoski

## Zmarli
- Hieronim z Pragi, czeski duchowny i pisarz